# Alexandru Mateiu
Alexandru Mateiu (sinh ngày 10 tháng 12 năm 1989 ở Brașov) là một cầu thủ bóng đá người România thi đấu cho Universitatea Craiova ở vị trí tiền vệ.

## Đội tuyển quốc gia
Mateiu ra mắt cho đội tuyển quốc gia trong trân giao hữu trước Albania, thi đấu ở sân trung lập, tại Thụy Sĩ vào tháng 5 năm 2014.